# 답장 아직이려나? 아저씨 구문!
〈답장 아직이려나? 아저씨 구문!〉(일본어: お返事まだカナ？おじさん構文！)는 일본의 음악 프로듀서인 요시모토 아저씨가 작사, 작곡한 노래이다. 2025년 5월 31일에 유튜브와 니코니코 동화를 통해 공개되었고, 6월 2일에 발매되었다. 보컬 음성은 시구레 우이의 캐릭터 보이스인 VoiSona 소프트웨어 우이의 보컬을 사용하였고, 그림은 일러스트레이터인 토마가 그렸다. 답장 아직이려나? 아저씨 구문!의 뮤직 비디오는 투고 1주 만에 니코니코 동화에서 10만 재생수를 달성하여 CeVIO 전당입성을 달성하였고, 투고 1개월 만에 유튜브에서 1,000만 회의 조회수를 기록하였다. 빌보드 재팬 니코니코 보컬로이드 송 톱 20에서 3주 연속 1위를 차지하였고, 히트시커 송에서는 주간 2위에 오르기도 하였다.

## 반응
니코니코 동화에 업로드된 뮤직 비디오는 2025년 6월 8일, 8일 만에 10만 재생수를 달성하였고, 유튜브에 업로드된 뮤직 비디오는 2025년 7월 1일, 31일 만에 1,000만 회의 조회수를 기록하자 요시모토 아저씨는 7월 5일에 영상을 올려 감사의 뜻을 표하였다.

## 차트 기록

### 주간 차트
| 차트                                       | 최고 순위 |
| ------------------------------------------ | --------- |
| 니코니코 보컬로이드 송 톱 20 (빌보드 재팬) | 1         |
| 하트시커 송 (빌보드 재팬)                  | 2         |

## 발매
| 지역    | 날짜           | 형식                   |
| ------- | -------------- | ---------------------- |
| 전 세계 | 2025년 6월 2일 | 음악 다운로드 스트리밍 |